# 11830 Jessenius
11830 Jessenius (1984 JE) là một tiểu hành tinh vành đai chính được phát hiện ngày 2 tháng 5 năm 1984 bởi A. Mrkos ở Klet.